# 広恵橋
広恵橋（こうけいきょう）は、中華人民共和国浙江省湖州市南潯区南潯鎮にある石拱橋。長さ18メートル、幅3.3メートル、高5.3メートル。

## 歴史
清の嘉慶5年（1800年）と同治5年（1866年）は二回修繕した。
1989年3月、湖州市人民政府は広恵橋を湖州市文物保護単位に認定した。